# Sirpa Kukkonen
Sirpa Eeva Annikki Kukkonen (* 7. Dezember 1958 in Tervo) ist eine ehemalige finnische Ski-Orientierungsläuferin.
Bei ihrer ersten Weltmeisterschaft 1982 in Aigen im Ennstal wurde sie im Einzellauf Dritte hinter der Schwedin Arja Hannus und Mirja Puhakka aus Finnland. In der Staffel mit ihrer älteren Schwester Sinikka Kukkonen und Puhakka wurde sie Zweite. Erneut in die Medaillenränge lief sie bei der Weltmeisterschaft 1988 im finnischen Kuopio. Auf der Kurzdistanz und auf der Langdistanz wurde sie jeweils Dritte, in der Staffel mit Anne Benjaminsen und Virpi Juutilainen gewann sie Gold.
Sirpa Kukkonen lief für die Vereine Suonenjoen Vasama, Lahden Suunnistajat -37 und Lammin Säkiä. Sie gewann eine finnische Einzelmeisterschaft und drei Titel mit der Staffel.

## Platzierungen
Weltmeisterschaften:
- 1982: 3. Platz Einzel, 2. Platz Staffel
- 1984: 6. Platz Einzel
- 1986: 19. Platz Einzel
- 1988: 3. Platz Kurz, 3. Platz Lang, 1. Platz Staffel